# Sonia Heredia
Sonia Isabel Heredia (23 de novembre de 1963) és una exjugadora de voleibol del Perú. Va ser internacional amb la Selecció femenina de voleibol del Perú. Va competir en els Jocs Olímpics d'Estiu de 1984 a Los Angeles i va guanyar la medalla de plata en els Jocs Olímpics d'Estiu de 1988 a Seül. Va formar part de la selecció del Perú que va guanyar la medalla de plata en els Jocs Panamericans de 1979 i 1987, i la de bronze en 1983. També va guanyar la medalla de bronze en el Campionat del Món de voleibol femení disputat a Praga en 1986. És germana de la també jugadora de voleibol Aurora Heredia.